# Alternative World Games
Alternative World Games è un videogioco sportivo multievento pubblicato nel 1987 da Gremlin Graphics per Commodore 64, ZX Spectrum e Amstrad CPC. Erano pubblicizzate anche versioni per Atari ST e MSX, di cui però non si ha conferma. Si tratta di una parodia della più nota serie Games della Epyx, che comprendeva tra l'altro World Games. In questo caso le discipline "alternative" sono giochi piuttosto insoliti, ambientati in vari luoghi celebri dell'Italia.
L'edizione statunitense per Commodore 64, pubblicata dalla U.S. Gold, uscì con il titolo Sports-A-Roni, dove A-Roni è un suffisso scherzoso per rappresentare l'Italia, ispirato al marchio statunitense di pasta Rice-A-Roni a sua volta derivato da maccheroni.
Nel 1988 è stata realizzata da Kemco una conversione del gioco per Nintendo Entertainment System, distribuita in Giappone con il titolo Donald Duck (ドナルドダック?). Negli Stati Uniti il videogioco è stato pubblicato come Snoopy's Silly Sports Spectacular, sostituendo Paperino con Snoopy. In queste versioni sono presenti due discipline in meno, e non è chiaro se siano conversioni ufficiali o imitazioni, non essendoci riferimenti all'editore originale.

## Modalità di gioco
Si comincia definendo uno o più giocatori di varie possibili nazionalità; l'inno nazionale è spesso sostituito da un motivetto tipico, come il Can-can per la Francia, e viene suonato da un pappagallo che mette il disco su un grammofono.
Sono disponibili 8 discipline in cui è possibile allenarsi o gareggiare, selezionandone liberamente una o più. Tre di esse sono scontri diretti tra due avversari in simultanea (contro un altro giocatore a scelta o contro il computer), le altre vengono affrontate da un giocatore alla volta. La visuale è sempre di profilo, con sfondi in prospettiva.
Le discipline sono (tra parentesi lo scenario di ambientazione):
- Corsa nei sacchi (Napoli): gara in simultanea su un percorso a scorrimento orizzontale pieno di buche.
- Pila di piatti (Piazza dei Miracoli): il concorrente deve attraversare la piazza tenendo in equilibrio una pila di piatti, cercando di portare a destinazione più piatti possibile nel minor tempo possibile.
- Lancio dello stivale (Colosseo): si fa roteare con le mani uno stivale per lasciarlo al momento giusto e lanciarlo il più lontano possibile. Si può scegliere stivale vuoto o pieno d'acqua, che viaggia più lontano ma stanca prima l'atleta.
- Salto del fiume (Castel Sant'Angelo): il concorrente deve scavalcare il fiume piantando un'asta nel mezzo del fiume.
- Scalata della pertica (Casa di Giulietta): gara in simultanea per arrivare per primi in cima alla propria pertica, con movimenti precisi per non scivolare.
- Corsa su per il muro (Fontego dei Turchi): mentre si corre verso il muro bisogna prendere al volo un cappello lasciato cadere da un uccello, quindi cercare di appenderlo più in alto possibile sul muro.
- Lotta coi cuscini (Ponte dei Sospiri): lotta uno contro uno a bordo di una gondola, cercando di far cadere in acqua l'avversario.
- Bastone a molla (Pompei): si affronta un percorso accidentato sui ruderi romani saltando col bastone a molla, cercando inoltre di far scoppiare i palloncini sparsi per terra.